# Rio Manso (kommun)
Rio Manso är en kommun i Brasilien.   Den ligger i delstaten Minas Gerais, i den sydöstra delen av landet, 600 km sydost om huvudstaden Brasília. Antalet invånare är 5 267.
I omgivningarna runt Rio Manso växer huvudsakligen savannskog. Runt Rio Manso är det ganska glesbefolkat, med 27 invånare per kvadratkilometer.